# Magnus Bornelius
Magnus Bornelius, född 2 november 1636 i Ekebyborna församling, Östergötland, död 18 juni 1731 i Godegårds församling, Östergötlands län, var en svensk präst. Han var bror till kyrkoherden Olaus Bornelius i Ekebyborna församling.

## Biografi
Bornelius föddes 2 november 1636 i Ekebyborna socken. Han var son till bonden Carl Månsson. 1673 blev Bornelius student vid Åbo akademi. Han prästvigdes 23 maj 1677 och blev krigspräst. Bornelius drog tillbaka kallelsen och blev adjunkt i Simonstorps församling samma år. 1678 var han tvungen att tjänstgöra vid en armé i Skåne. Bornelius blev 1681 adjunkt i Godegårds församling. Han blev 1698 kyrkoherde i församlingen, men tillträdde första 1699. Bornelius avled 18 juni 1731 i Godegårds socken och begravdes 24 juni samma år.

### Familj
Bornelius gifte sig första gången med Catharina Askman. Hon var dotter till en ryttmästare. De fick tillsammans sonen Carl Magnus Bornelius (1671-1678).
Bornelius gifte sig andra gången med Elisabeth Bonivillius. Hon var dotter till kyrkoherden Benedictus Bonivillius i Godegårds församling och Elin Matzdotter. De fick tillsammans barnen Helena Bornelius (född 1697), Catharina Bornelius som var gift med studenten Peter Hellman, Anna Bornelius (1688-1734) som var gift med bruksbokhållaren Peter horesson Ingelsberg vid Skönnarbo bruk och brukaren Daniel Burén vid Skönnarbo bruk, komministern Carl Magnus Bornelius i Målilla församling och Maria Elisabeth Bornelius (född 1699) som var gift med korpralen Johan Ekelund.